# Kupferstraße

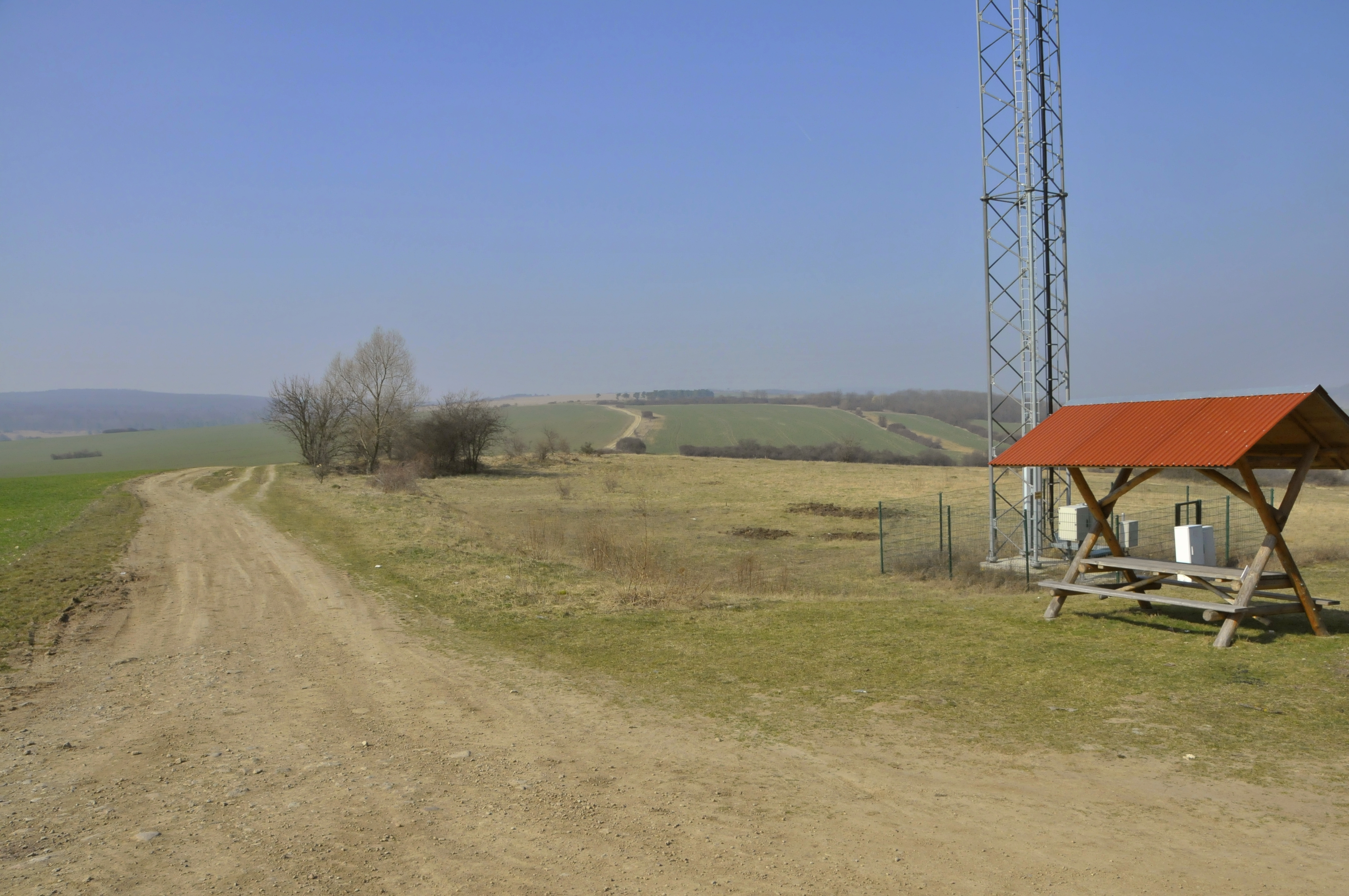
Bei Bittstädt

Die Kupferstraße war bis ins 18. Jahrhundert eine bedeutende Pilger- und Handelsstraße in Nord-Süd-Richtung in Deutschland.
Die Kupferstraße begann in Jütland, führte dann über Magdeburg, Erfurt, Coburg und Nürnberg nach Rom. Nürnberger Kaufleute brachten ihre Waren auf dieser Straße nach Erfurt, eine der damals bedeutendsten Handelsstädte im Herzen Deutschlands. Viele Pilger sind auch an ihr entlang zur Heiligen Stadt gezogen.
Als im 13. Jahrhundert jedoch Leipzig aufblühte, wurden andere Wege wie zum Beispiel der über Coburg-Neustadt-Sonneberg benutzt, so dass sie langsam an Bedeutung verlor.
Mit dem im 14. Jahrhundert einsetzenden schwunghaften Kupferhandel gewann die Handelsstraße jedoch nochmals eine große Bedeutung. Nürnberger und Frankfurter Kaufleute ließen auf ihr von Eisleben und Mansfeld über Erfurt, Arnstadt, Ilmenau, Frauenwald oder Gräfinau, Heubach, Eisfeld, Lange Berge, Oberlauter, Coburg das Rohkupfer nach Bamberg schaffen. Nach Nürnberg wurde es auf dem Landweg weitergeleitet, nach Frankfurt am Main aber wegen der billigeren Fracht auf Lastkähne umgeschlagen. In den Kupferhämmern und Kupferschmieden verarbeitete man das Kupfer zu allerlei Geräten wie Kesseln, Kannen, Schüsseln, Tellern, Krügen u. a.
Am Ende des 15. Jahrhunderts kamen Nürnberger Kaufleute auf den Gedanken, das Rohkupfer dort auszuschmelzen, wo das reichlich benötigte Holz und die Holzkohlen billig zu kaufen waren, nämlich im Thüringer Wald. Sie bauten deshalb in Thüringen entlang der Kupferstraße an mehrere Stellen Schmelzhütten, um billig Kupfer zu gewinnen.
Erst während des 18. Jahrhunderts ging die Bedeutung der Kupferstraße zurück.